# کوران مک‌لاچلان
کوران مک‌لاچلان (انگلیسی: Corran McLachlan; ۱ آوریل ۱۹۴۴ – ۹ اوت ۲۰۰۳) دانشمند و کارآفرین اهل نیوزیلند بود، که در سال ۲۰۰۰ شرکت ای۲ میلک را تأسیس کرد.